# 阿克塞爾·施普林格
阿克塞爾·凱薩·施普林格（德語：Axel Cäsar Springer，1912年5月2日—1985年9月22日）是出生於德意志帝國漢堡市阿爾托納行政區的企業家、傳媒施普林格集團的創辦人。

## 經歷

### 青年期
施普林格在青年期間曾在滑鐵盧戲院（Waterloo cinema）擔任影片放映員。當時該戲院有上映來自美國的電影，直到1941年德國因二次大戰關係採取與美國對立的立場，在反美的風氣情況下施普林格離開了此份職務。

### 記者時期
之後施普林格在父親經營的出版公司「Hammerich & Lesser-Verlag」裡擔任排字印刷等工作，且在沃爾夫通訊社旗下發行的報紙《Bergedorfer Zeitung》裡擔任記者。
1934至1941年間施普林格則改在《Altonaer》報社裡繼續從事記者方面的事務，之後1941到1945年中間則回到父親的出版公司裡發行一些書籍。

### 成立公司集團
1946年施普林格在漢堡市成立以自己為名的出版公司，該公司以發行報刊、雜誌、大眾傳媒事業為主。1952年則發行版面風格以充斥大量圖片、穿插數句新聞說明；較簡易閱讀的《圖片報》。
施普林格並不時收購如《世界報》等其它傳媒公司，往後成為擁有230種以上品牌報紙、雜誌，以及80項以上線上媒體服務的傳媒集團。

### 死亡
1985年9月22日施普林格於西柏林離世，他的繼承者則是第五任妻子佛莉迪·施普林格。

## 觀點立場
施普林格與他成立的公司之思想風格是走向較保守、傳統的路線。而旗下公司的宗旨從1967年施普林格開始制定後，經歷1990年兩德統一及2001年後的幾次修訂，目前以5項方針為主：
- 堅持在德國的自由與法律、未來歐洲的一統。
- 贊同德國與猶太人達成和解、以及猶太人保衛家園以色列的權利。
- 支持跨大西洋聯盟和美國的自由國家觀念。
- 拒絕極端的政治主義。
- 維護社會經濟市場的自由。

## 爭議
1960年代末期偏向左派、共產主義或無政府主義的德國人因不滿政府施政方向而引發德國學運，因施普林格的立場是走向保守路線、反對學運抗爭的一方，而旗下的媒體刊物也以批評學運的內容專欄居多。而因施普林格集團在德國傳媒界佔有相當的比例，發言內容會對於德國社會有很大影響、加上當時學運領袖之一魯迪·杜契克在被名為約瑟夫·巴赫曼青年給開槍傷害；而約瑟夫·巴赫曼被捕時他身上搜出施林格集團發行的《圖片報》裡呼籲制止杜契克的言論，而引起多名憤怒的學生群眾入侵施普林格集團公司裡、與維安的警方爆發武力衝突。
由德國作家海因里希·伯爾創作、描述一名女子被警方與報社污名化的1974年小說《喪失了名譽的卡塔琳娜》裡，也有對施普林格發行的《圖片報》有所批評。

## 外部連結
- 施普林格集團對阿克塞爾·施普林格的介紹（德文）